# کسکانت
کُسِکانت () (به فرانسوی: Cosecante) زاویۀ {\displaystyle {\ce {\alpha}}} برابر نسبت وتر به ضلع مقابل زاویه است یا به زبانی دیگر معکوس سینوس است. کسکانت را با نماد {\displaystyle \csc } نمایش می‌دهیم.

## شرایط وجود کسکانت
شرط وجود کسکانت این است که سینوس زاویه، مخالف صفر باشد؛ چرا که همواره در هر کسر اگر مخرج صفر باشد، تعریف نشده خواهد شد. بنابراین می‌توان گفت زاویه نباید به صورت {\displaystyle k\pi } باشد.(k عدد صحیح)